# アブディ・ファラ・シルドン
アブディ・ファラ・シルドン（ソマリ語: Cabdi Faarax Shirdoon, アラビア語: عبدي فارح شردون, ラテン文字転写: Abdi Farah Shirdon, 1958年 - ）は、ソマリアの政治家。2012年から2013年まで首相を務めた。実業家、経済学者、政治家。

## 経歴

### 出身
1958年、ソマリアガルグドゥード州の行政中心都市、ドゥサマレブで生まれた。シルドンは中流階級の出身で、ソマリ族のダロッド氏族の支族マレハン。妻は平和活動家でソマリア連邦議会議員のアシャ・ハジ・エルミ。4人の子がいる。ソマリ語、イタリア語、英語を話せる。

### 初期の経歴
高校卒業後、ソマリアの首都モガディシュに移り、ソマリ国立大学で経済学を学んだ。1983年に卒業。
シルドンは経済を専門として、1983年から1985年、ソマリアの財務省、農業省で働いた。これは、モハメド・シアド・バーレが大統領を務めた期間にあたる。その後に退職し、シルドン・インターナショナル社を設立、最高経営責任者として働いた。
1991年にソマリア内戦が始まると、シルドンはケニアのナイロビに移り、貿易業を始めた。
2012年3月、シルドンは他のソマリ族の専門家、知識人、実業家、政治家と共同でラジョ・フォーラム（Rajo Forum）を設立し、議長となった。

### ソマリア首相
2012年10月6日、ハッサン・シェイク・モハムド大統領はシルドンを、アブディウェリ・モハメド・アリの後任としてソマリア首相に指名した。モハムド大統領とシルドンは出身大学が同じであり、モハムドがシルドンを選んだのは出身大学が影響していると報じられている。
シルドンが指名されたことに、出身地ドゥサマレブの他、アイン州の中心都市ブーホードレも歓迎の意を表明した。また、北部の事実上の独立地域プントランドも、シルドンの首相指名を歓迎し、ソマリアの新連邦制に引き続き協力する旨を表明した。シルドンは、自分の内閣を、実行力と団結力があり、腐敗とは無縁のものとすることを誓った。また、ソマリア憲法に忠実であることも誓った。
2012年10月17日、ソマリア連邦議会は、議員275人中の215人の賛成で、シルドンの首相就任を承認した。国連のソマリア担当国連事務総長特別代表であるオーガスティン・マヒガは、このことを「ソマリア発展のさらなる疑いない証拠である」と歓迎の意を示した。マヒガも、内戦終結後のソマリア再建に協力することを誓っている。
ソマリアでは承認された首相は閣僚を選び、30日以内に議会の信任を得る必要がある。11月4日、シルドンは閣僚10名を指名した。閣僚10名には、フォウシヨ・ユスフ・ハジ・アダンら女性2名も選ばれている。11月13日には議会に諮られ、賛成219、反対3、棄権3で信任された。